# Szergej Vlagyimirovics Vodopjanov
Szergej Vlagyimirovics Vodopjanov oroszul: Сергей Водопьянов (1987. szeptember 20.) orosz amatőr ökölvívó.

## Eredményei
- 2004-ben ezüstérmes a junior világbajnokságon papírsúlyban. A döntőben Bedák Páltól kapott ki.
- 2005-ben aranyérmes a junior-Európa-bajnokságon papírsúlyban.
- 2006-ban ezüstérmes az orosz bajnokságban légsúlyban. A döntőben a háromszoros Európa-bajnok Georgij Balaksintól szenvedett vereséget.
- 2006-ban a junior világbajnokságon már a nyolcaddöntőben kikapott a későbbi győztes ukrán Vaszil Lomacsenkotól légsúlyban.
- 2007-ben orosz bajnok immár harmatsúlyban.
- 2007-ben  világbajnok harmatsúlyban. Az elődöntőben a puerto ricoi McJoe Arroyót, a döntőben a mongol Enhbat Badar-Uugant győzte le.